# Epiphora noigamagetana
Epiphora noigamagetana är en fjärilsart som beskrevs av Stoneham 1933. Epiphora noigamagetana ingår i släktet Epiphora och familjen påfågelsspinnare. Inga underarter finns listade i Catalogue of Life.